# Cantó de Saint-Pierre-sur-Dives
El cantó de Saint-Pierre-sur-Dives és un cantó francès del departament de Calvados, situat al districte de Lisieux. Té 13 municipis i el cap es Saint-Pierre-sur-Dives.

## Municipis
- Boissey
- Bretteville-sur-Dives
- Hiéville
- Mittois
- Montviette
- L'Oudon
- Ouville-la-Bien-Tournée
- Sainte-Marguerite-de-Viette
- Saint-Georges-en-Auge
- Saint-Pierre-sur-Dives
- Thiéville
- Vaudeloges
- Vieux-Pont-en-Auge

## Història
| Data d'elecció                           | Identitat      | Partit        | Qualitat |
| ---------------------------------------- | -------------- | ------------- | -------- |
| 1945-1982                                | André Denoly   | PPUS          |          |
| 1982-2001                                | Marcel Rivière | RPR           |          |
| 2001-                                    | Michel Bénard  | Divers droite |          |
| les dades anteriors no són pas conegudes |                |               |          |
|                                          |                |               |          |

## Demografia
| A partir de 1990: Població sense dobles comptes |